# Tratado de Piquiza
El Tratado de Piquiza fue un tratado de paz firmado en la población boliviana de Piquiza el 6 de julio de 1828 entre el Mariscal Antonio José de Sucre y el General Agustín Gamarra, que puso fin a la intervención peruana de 1828 en Bolivia.
Un ejército peruano mandado por Agustín Gamarra invadió Bolivia al caer Antonio José de Sucre en abril de 1828, buscando expulsar la influencia grancolombiana en Bolivia. Tras la derrota de Potosí, los bolivianos pidieron la paz.
Sucre permaneció como Presidente de Bolivia hasta 1828. Su mandato terminó con la victoria de las tropas peruanas del General Gamarra y la firma del Tratado de Piquiza que puso fin a la presencia bolivariana en Bolivia.

## El tratado
El Tratado de Piquiza consta de 17 artículos, cuyos principales acuerdos son los siguientes:
- Retirada de tropas: Se acordó la retirada de las tropas gran colombianas y posteriormente de la peruanas del territorio boliviano.
- Congreso en Chuquisaca: Se convocó a un congreso en Chuquisaca para aceptar la renuncia del Mariscal Sucre a la presidencia de Bolivia y establecer un nuevo gobierno provisional en Bolivia.
- Nueva Constitución: Se estableció la necesidad de que una Asamblea nacional revea, modifique o declare subsistente la Constitución vigente.
- Relaciones diplomáticas: Se acordó el establecimiento de relaciones diplomáticas entre Perú y Bolivia a través de agentes diplomáticos.
- Comercio con Brasil: Se prohibió a Perú y Bolivia establecer relaciones con Brasil hasta que este país no firmara la paz con Argentina.
- Intercambio de ciudadanos: Se estipuló el intercambio de ciudadanos bolivianos y peruanos que se encontraban enrolados en los ejércitos de cada país.
- Responsabilidades: Se establecieron responsabilidades para las partes contratantes por cualquier acto hostil después de la ratificación del tratado.
- Rehenes: Se acordó la entrega de dos jefes como rehenes para garantizar el cumplimiento del tratado.

El acuerdo fue ratificado por el Congreso de Chuquisaca en agosto de 1828. Gamarra obligó a Sucre a exiliarse en Ecuador en septiembre del mismo año.

## Consecuencias
Debido a esa guerra, existía una división en Bolivia, algunos apoyaban unirse al Perú y otros apoyaban la vida independiente.
Esa división que sufría el país llevó a la renuncia de Sucre como presidente de Bolivia y la expulsión del ejército grancolombiano de Bolivia.
El 2 de agosto de 1828, Sucre dio su último discurso ante el Congreso en Chuquisaca pero nadie se presentó; lo mismo pasó al día siguiente y así comprendió que todo el mundo esperaba que se fuera para iniciar sesiones. Encargó al diputado Mariano Calvimonte leer su discurso, que incluía su renuncia, ideas sobre cómo organizar el gobierno y una nómina de tres personas para el cargo de vicepresidente.
Otro suceso relacionado fue el asesinato del presidente Pedro Blanco Soto por militares encabezados por José Ballivián que alegaban que Soto era partidario de Gamarra.